# Pseudoregma orientalis
Pseudoregma orientalis är en insektsart. Pseudoregma orientalis ingår i släktet Pseudoregma och familjen långrörsbladlöss. Inga underarter finns listade i Catalogue of Life.